# Nikolai von Kaulbars

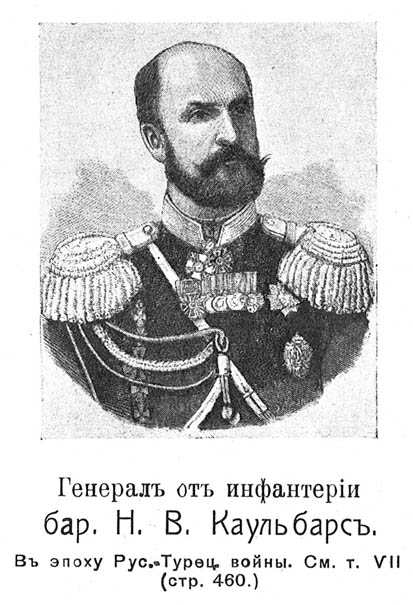
Nikolai von Kaulbars

Nikolai Reinhold Friedrich Freiherr von Kaulbars (russisch Николай Васильевич Каульбарс, wissenschaftliche Transliteration Nikolaj Vasil'evič Kaul'bars; * 3. Juni 1842 in Sankt Petersburg; † 20. November (3. Dezember) 1905 ebenda) war ein General der russischen Armee und Militärschriftsteller.

## Leben
Kaulbars trat in ein Jägerregiment ein und kam bereits 1868 in den Generalstab. Er nahm später am Russisch-Türkischen Krieg teil und war dann Mitglied der montenegrinischen Kommission zur Regulierung von Grenzstreitigkeiten. 1881 ging er als Militärattaché an die russische Gesandtschaft nach Wien.
1886, nach der Abdankung des Fürsten Alexander, erhielt Kaulbars den Befehl, den russischen Einfluss in Bulgarien wiederherzustellen. Er begab sich im Oktober nach Sofia, trat dort mit großer Schroffheit auf, erreichte aber das gesteckte Ziel nicht. Ende November kehrte er nach Petersburg zurück. Nach seiner Rückkehr erklärte die russische Regierung der Regierung von Österreich-Ungarn, dass Russland nicht noch einmal Bulgarien besetzen würde.
1889 wurde er Generalstabschef des 6. Armeekorps bei Warschau, 1891 des Militärbezirks Finnland und war seit 1899 Mitglied des wissenschaftlichen Ausschusses des Hauptstabes in Petersburg.
Sein Bruder Alexander von Kaulbars war ebenfalls russischer General.

## Werke
- Bemerkungen über die deutsche Armee. Petersburg (1878)
- Bemerkungen über Montenegro. Petersburg (1881)
- Apercu de travaux géographiques en Russie. Petersburg (1889)
- Die deutsche Armee und die Principien ihres Seins und ihrer Ausbildung. Petersburg (1890)
- Les armées de la Triple-Alliance: l’armée austro-hongroise. Paris (1893)